# Jörgen Johansson
Jörgen Johansson (ur. 27 kwietnia 1967 w Gamleby) – szwedzki żużlowiec.
Trzykrotny medalista indywidualnych mistrzostw Szwecji młodzików: złoty (1982) oraz dwukrotnie srebrny (1981, 1983). Wielokrotny finalista indywidualnych mistrzostw Szwecji (najlepszy wynik: Västervik 1994 – IX miejsce). Dwukrotny brązowy medalista drużynowych mistrzostw Szwecji (1993, 2001). 
Reprezentant Szwecji na arenie międzynarodowej. Wielokrotny uczestnik eliminacji indywidualnych mistrzostw świata (najlepszy wynik: 1992 – V miejsce w końcowej klasyfikacji finału szwedzkiego i awans – jako rezerwowy – do finału skandynawskiego).
W lidze szwedzkiej reprezentował barwy klubów: Skepperna Västervik (1984–1985, 1990–2001), Dackarna Målilla (1986–1989) oraz Lejonen Gislaved (2001), w brytyjskiej – Poole Pirates (1993–1994, 1996), natomiast w polskiej – Polonia Bydgoszcz (1991).